# Schloss Montrésor

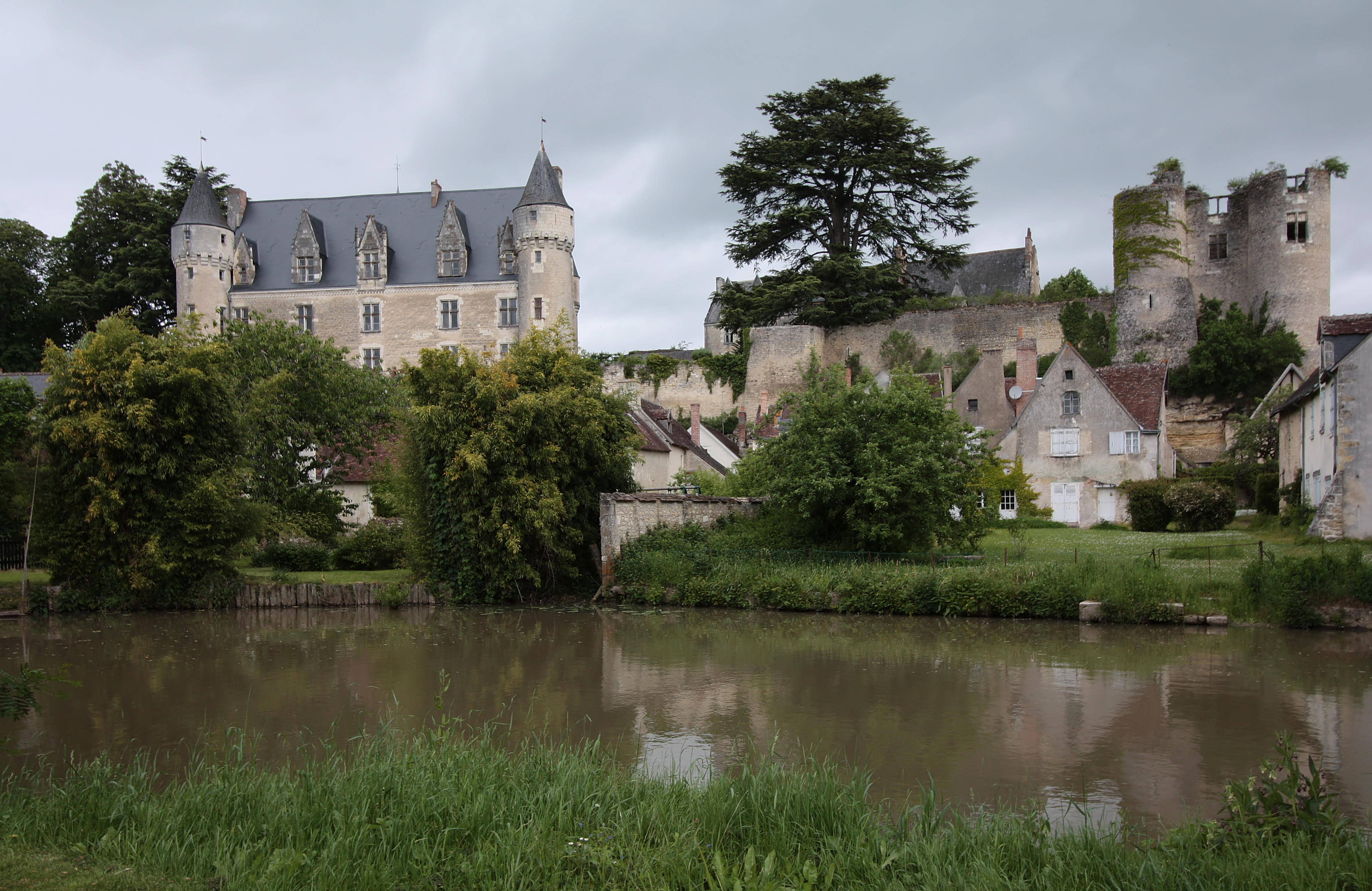
Schlossanlage vom Indrois aus gesehen

Das Schloss Montrésor befindet sich in der Gemeinde Montrésor im Département Indre-et-Loire der Region Centre-Val de Loire in Frankreich. Seit dem 13. Februar 1996 steht es als Monument historique unter Denkmalschutz.

## Baugeschichte

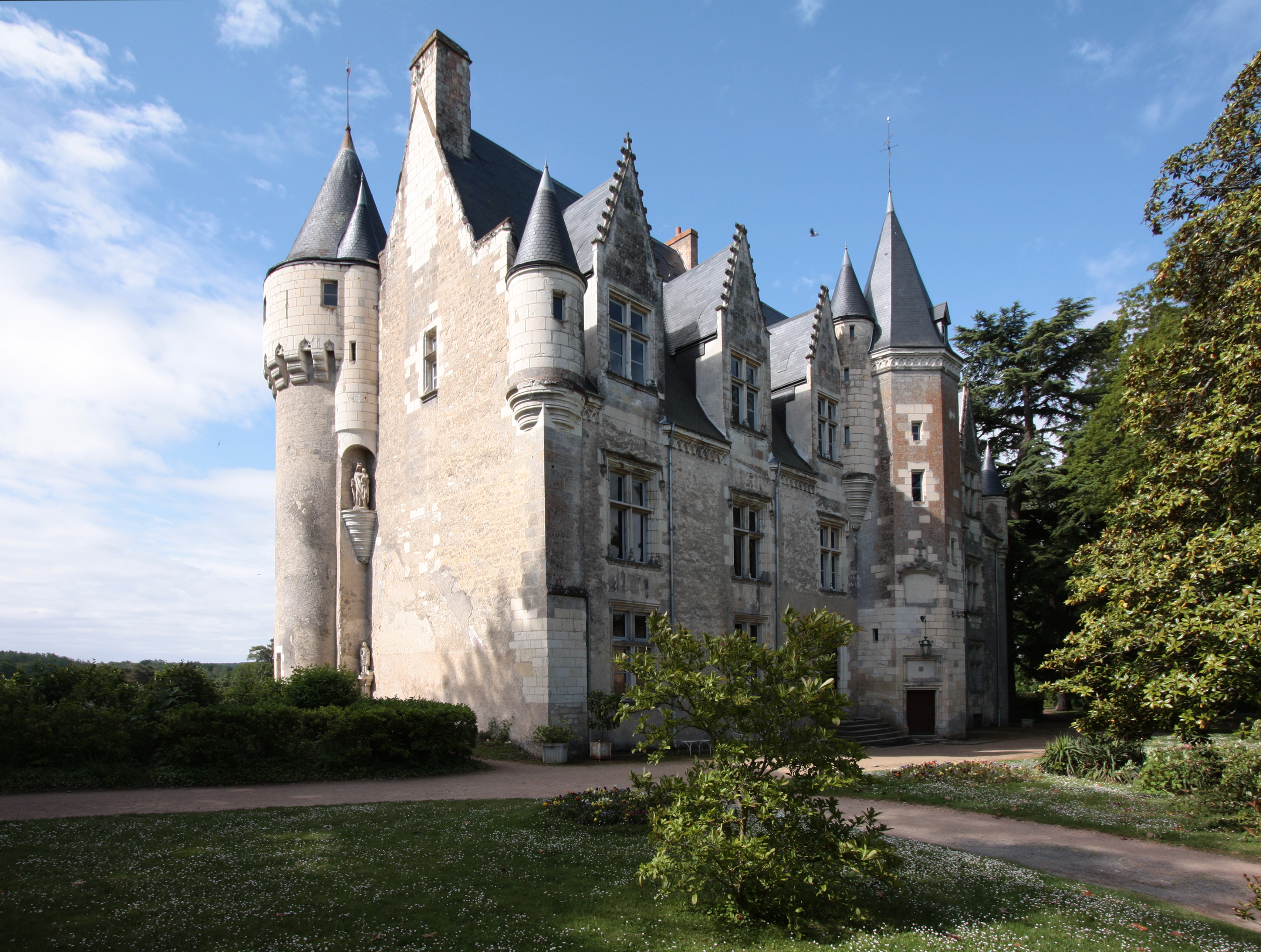
Hofseite

Das auf einem felsigen Vorsprung über dem Indrois-Tal errichtete Schloss geht wie viele andere auf Fulko Nerra, Graf von Anjou, zurück. Von dieser Anlage sind noch einige Reste des Donjons aus dem 12. Jahrhundert mit seiner umgebenden Ringmauer erhalten. Dieser Bergfried wurde als einer der ersten aus Stein gebaut, ähnlich wie der in Loches.
Das heutige Schloss ließ sich der damalige Erbe von Montresor, Imbert de Batarnay, Anfang des 16. Jahrhunderts errichten. Der Ratgeber mehrerer französischer Könige und Großvater Diane de Poitiers’ bevorzugte ein schlichtes und doch komfortables Wohngebäude statt des ursprünglichen mittelalterlichen Festungswerkes. Die den Indrois überblickende Südfassade ist ansehnlich mit Kreuzstockfenstern, spitzgiebligen Lukarnen sowie zwei Ecktürmen mit Pechnasen gestaltet. Zur Hofseite hin fallen ein polygonaler Treppenturm und hohe Lukarnen ins Auge. Das spätgotisch wirkende Bauwerke zeigt doch schon etwas von dem neuerwachten Sinn der Renaissance für Regelmäßigkeit.
Auch die benachbarte, 1541 endgültig fertiggestellte Stiftskirche (heute Pfarrkirche) ließ Imbert de Bastarnay beginnen. Sie zählt zu den wichtigsten Sakralbauten der Renaissance in Frankreich. Bastarnay sorgte sich wohl um seinen Nachruhm, denn an zentraler Stelle im Chor der Kirche sollte sein Grabmal stehen. In der Französischen Revolution zerstört, 1875 restauriert, fand es schließlich im Langhaus seinen jetzigen Platz.

## Wohnstätte der Familie Branicki

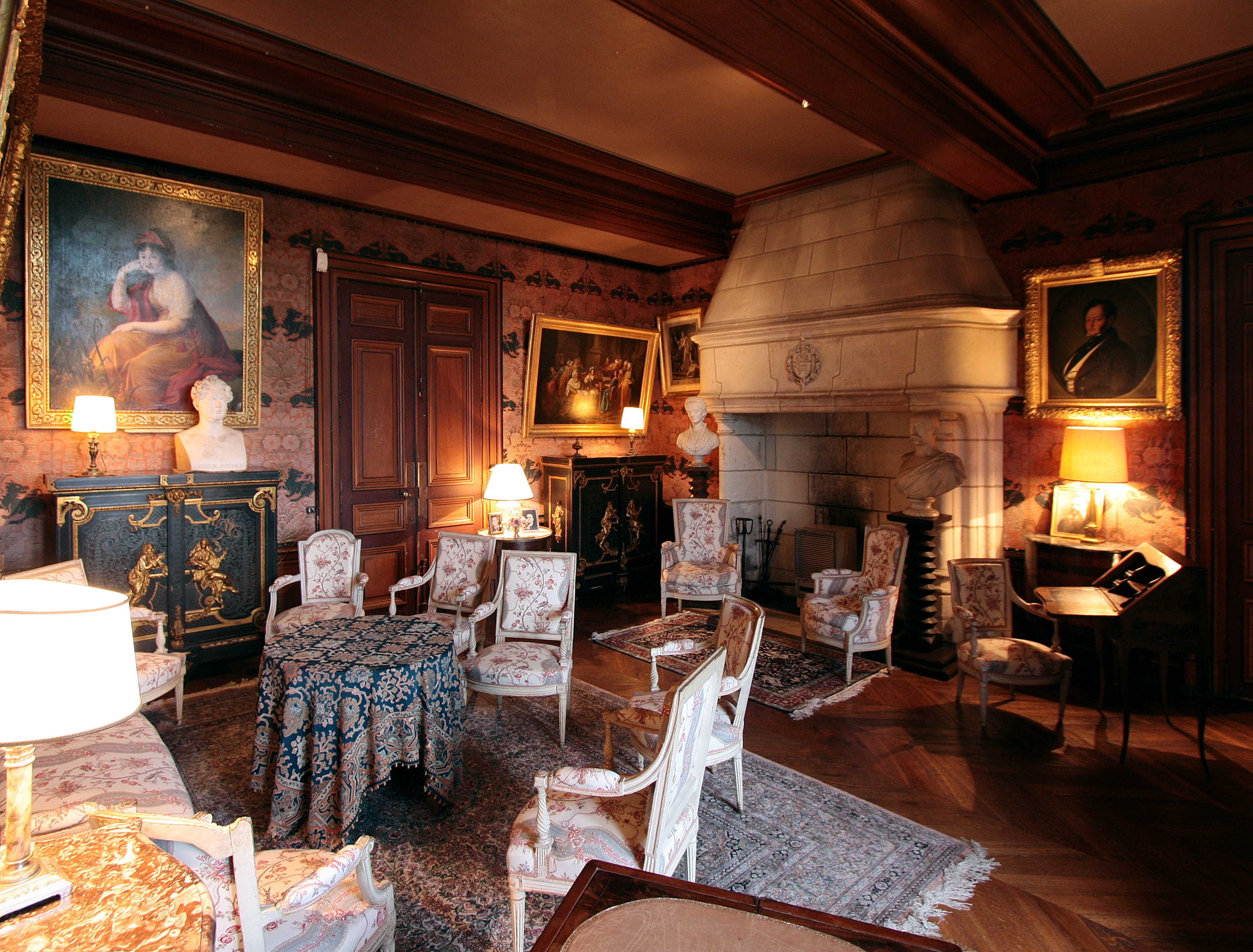
Kleiner Salon

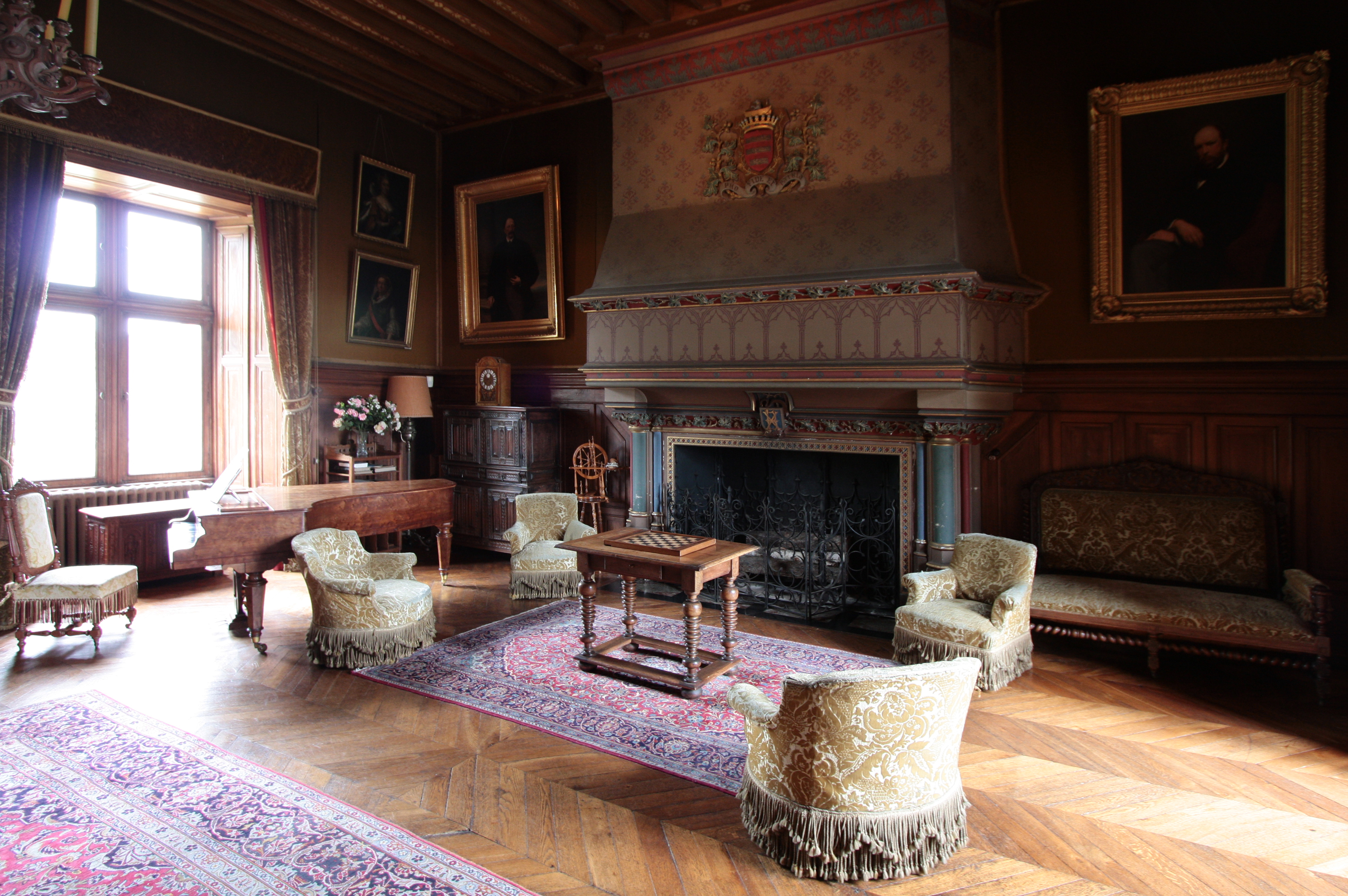
Großer Salon

1849 gelangte das Schloss in den Besitz des Grafen Xavier Branicki, ein polnischer Emigrant, der im Krimkrieg Napoléon III. nach Konstantinopel begleitet hatte. Er ließ das heruntergekommene Schloss vollständig restaurieren und neu einrichten. Seither blieb alles unverändert. Bemerkenswert ist eine Sammlung von Gemälden französischer, italienischer und polnischer Meister sowie Gold- und Silbergeschirr aus dem polnischen Königshaus.
Im Kleinen Salon hängen etliche Gemälde, die der Verbindung des Hausherrn zur Familie Bonaparte zuzuschreiben sind. Ein von Élisabeth Vigée-Lebrun, bevorzugte Künstlerin Marie-Antoinettes, geschaffenes Gemälde aus dem Jahr 1799 zeigt die polnische Prinzessin Sapieha. An ein Konzert beim Pascha erinnert ein Gemälde von Charles André van Loo. Auf beiden Seiten der Tür stehen Möbelstücke aus Ebenholz, hergestellt in der École Boulle, einer berühmten Pariser Schule. Der Kamin aus dem 16. Jahrhundert stammt aus der Abtei von Villiers. In der Bibliothek befinden sich mehrere von Franz Xaver Winterhalter geschaffene Porträts von Familienmitgliedern.
Im Großen Salon sind kunstvolle Holzschnitzereien des Bildhauers Pierre Vaneau (1653–1694) zu sehen. Diese Tafeln, die an den Kampf gegen die Türken bei Wien erinnern, waren dem Bau eines Denkmals für Johann III. Sobieski gewidmet. Darunter steht ein Buffet mit Geheimfächern aus dem Besitz der Medicis, das 1852 bei einer Auktion im Schloss Amboise ersteigert wurde. An den Fenstern des Raumes befinden sich polnische Standarten aus Seide aus dem 18. Jahrhundert. Der Kaminsims ist dekoriert mit den Wappen der Branickis: drei Flüsse, eine Krone und darüber ein kleiner paddelnder Hund.